# 正親町公通
正親町 公通（おおぎまち きんみち）は、江戸時代前期から中期にかけての公卿。権大納言・正親町実豊の長男。官位は従一位・権大納言。
垂加神道の布教に努めたことで知られる。また朝廷政治においては武家伝奏役などを務め、朝幕関係の取次ぎに活躍した。号に守初斎、須守霊社。雅号に白玉翁・風水軒。孝明天皇は公通の来孫に当たる。

## 経歴
京都にて誕生。母は権中納言・藤谷為賢の姫。妹に正親町町子（柳沢吉保の側室）がいる。
万治元年（1658年）に叙爵。寛文元年（1661年）従五位上侍従となり、寛文5年（1665年）に元服した。その後、右近衛少将・右近衛中将をへて、延宝5年（1677年）に参議となり公卿に列する。天和元年（1681年）に正三位・権中納言となり、貞享2年（1685年）には従二位に昇進。踏歌節会外弁などを務めて、元禄6年（1693年）から武家伝奏役を務めた。
元禄8年（1695年）から翌年にかけては権大納言となった。しかし、元禄13年（1700年）に東山天皇から武家伝奏を罷免されてしまう。江戸時代の武家伝奏の任命権は江戸幕府が持っており朝廷が関与出来なかったが、東山天皇は伝奏の人事権は天皇にあるとして幕府に無断で罷免を強行したのである。親幕府派であった関白の近衛基煕は公通の垂加神道の布教に批判的であったためにこの決定を止めなかった。また、幕府でも京都所司代の小笠原長重は江戸に通報することなくこれに同意し、幕閣もこれに対抗措置を取らずに黙認してしまったために、武家伝奏の人事権が朝廷に移ることになった（ただし、公通が将軍徳川綱吉の不興を買って、綱吉から直接天皇に対して更迭の要請があったものの、公式な手続に依らない内々の要請であった為に天皇が自主的に罷免した体裁を取ったとする異論もある）。元禄15年（1702年）に朝廷から5代将軍・徳川綱吉の生母桂昌院に対して従一位が下されたが、この異例の叙任の背景には義弟柳沢吉保から朝廷重臣への取り成しを依頼されたこの公通の働きが大きかったといわれる。宝永2年（1705年）に正二位。さらに正徳2年（1712年）に従一位となった。享保18年（1733年）7月12日に薨去。享年81。
山崎闇斎の門下生の1人であり、闇斎が創設した垂加神道を朝廷に普及することに努めた。公通が唱えた垂加神道は俗に正親町神道などと呼ばれる。晩年は絵画と狂歌に没頭した。

## 系譜
男子が六人いたが、長男公成と次男公梁は若くして死に、三男実本は裏辻家へ、四男隆叙は四条家へ、五男定俊は野宮家へそれぞれ養子に入ったため、正親町家の家督は末子正親町実連が継いだ。
- 父：正親町実豊
- 母：藤谷為賢の娘
- 妻：家女房
- 生母不明の子女
  - 長男：正親町公成
  - 次男：正親町公梁
  - 三男：裏辻実本 - 裏辻公風の養子。裏辻家7代当主
  - 四男[6]：四条隆叙(1730-1801) - 四条隆文の養子。四条家20代当主
  - 五男[7]：野宮定俊 - 野宮定基の養子。野宮家4代当主
  - 女子：山科頼言室
  - 女子：梅園実縄室
  - 女子：生姫 - 松平友著正室
  - 女子：直子 - 柳沢経隆正室
- 養子
  - 男子：正親町実連 - 中山兼親の長男